# Barfotaskor

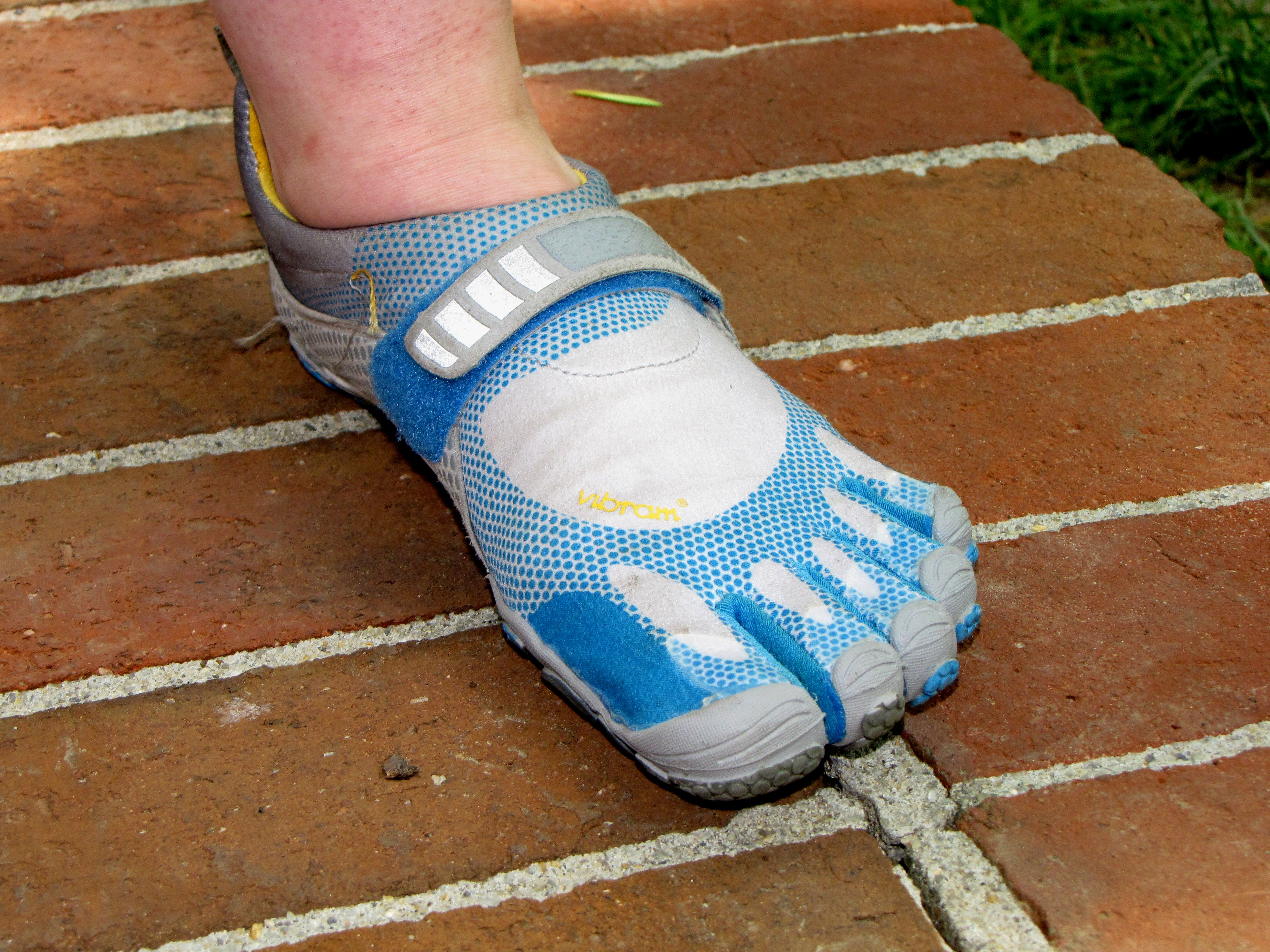
Vibram Fivefingers är ett exempel på barfotaskor.

Barfotaskor är skor som är avsedda att komma nära känslan av att gå eller springa barfota. Skorna är ändå anpassade för olika väder och/eller olika former av underlag. Begreppet minimalistiska skor används också om samma sak.

## Kännetecken
- Tunn sula - ofta i mjukt gummi som gör det möjligt att känna underlaget (till exempel stenar och ojämnheter)
- Ingen dämpning
- "Zero drop" - alltså noll millimeters skillnad i höjdled mellan häl och framfot på skon
- Inget stöd för, eller uppbyggnad under, hålfoten
- Inget stöd för foten i övrigt
- Större utrymme för framfoten än i andra löparskor
- Liten vikt